# Psilocidaris
Psilocidaris is een geslacht van zee-egels uit de familie Cidaridae.

## Soorten
- Psilocidaris echinulata Mortensen, 1927